# Сеппи, Андреас
Андреас Сеппи (итал. Andreas Seppi; родился 21 февраля 1984 года в Больцано, Италия) — итальянский профессиональный теннисист; победитель четырёх турниров ATP (из них три в одиночном разряде).

## Общая информация
Андреас — старший из двух детей Уго и Мариалуис Сеппи; его сестру зовут Мария. Сеппи-младший родился и вырос в немецкоязычном регионе страны.
Итальянец в теннисе с семи лет. Любимые покрытия — грунт и хард, лучший удар — форхенд. Своим кумиром в мире тенниса Андреас называет Евгения Кафельникова за его бэкхенд.

## Спортивная карьера

### Начало карьеры

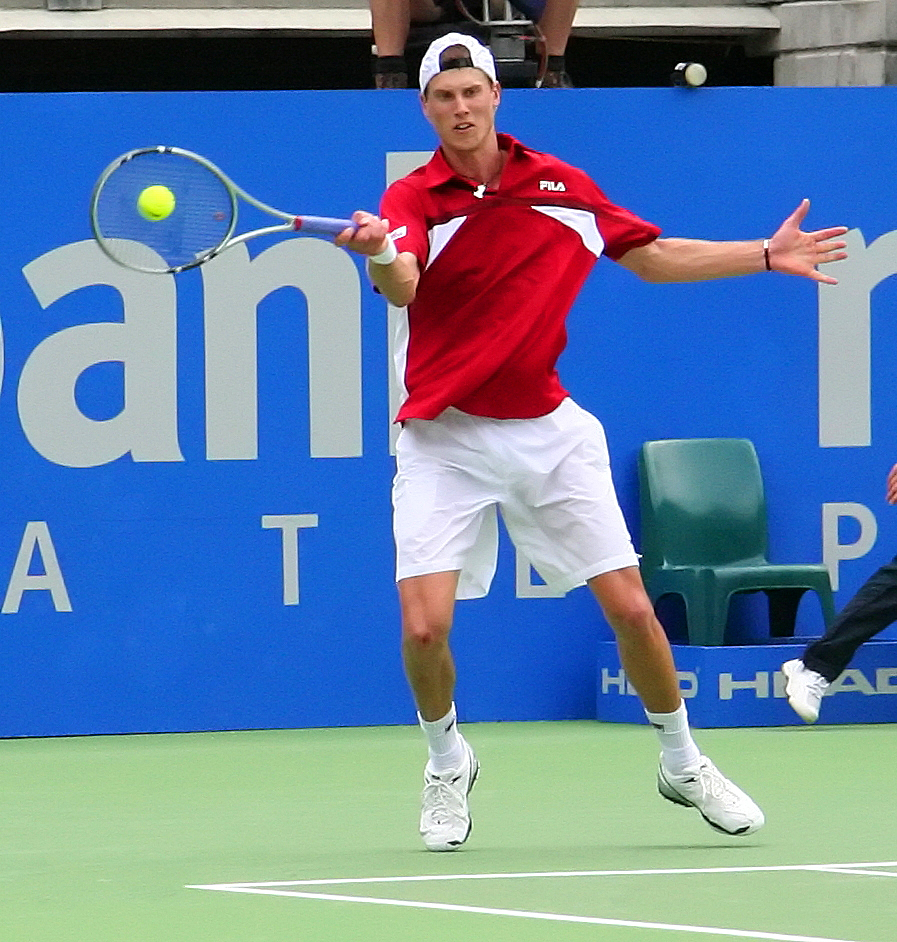
Сеппи на турнире в Сиднее 2006 года

Профессиональная карьера Андреаса Сеппи началась в 2002 году. В этом году он выиграл первый одиночный «сателлит», а в следующем году первый титул серии «фьючерс» в Мюнхене. В сентябре 2002 года в парном разряде турнира в Палермо Андреас дебютировал на основных соревнованиях ATP-тура. В апреле 2004 года Сеппи дебютировал в составе сборную Италии в отборочных матчах на Кубок Дэвиса. В августе итальянец дебютирует в основной сетке на турнире Большого шлема в США, где доходит до второго раунда, победив в первом круге № 12 в мире на тот момент Райнера Шуттлера — 3-6, 4-6, 7-6(5), 7-6(1), 6-1. В сентябре он впервые сумел добраться до четвертьфинала на турнире АТП в Палермо.
В мае 2005 года Сеппи удачно сыграл на турнире серии Мастерс в Гамбурге. Во втором раунде он обыграл теннисиста из топ-10 Гильермо Каньяса, а по итогу смог выйти в четвертьфинал. После турнира 21-летний итальянский теннисист впервые поднялся в первую сотню мирового рейтинга. В июле он дважды добрался до стадии 1/4 финала на турнирах Гштаде и Штутгарте. Осенью он сыграл в полуфинале турнира в Палермо и четвертьфинале в Меце. В 2005 году финиширует в сотне лучших теннисистов по итогам года (69-е место).
На старте сезона 2006 года Сеппи смог выйти в четвертьфинал в Аделаиде и полуфинал в Сиднее, где смог в 1/4 финала обыграть № 4 в мире Ллейтон Хьюитт. Несмотря на хорошую форму, на Открытом чемпионате Австралии Сеппи проиграл в первом раунде в пятисетовом поединке Янко Типсаревичу. В феврале на турнире в Загребе он смог выйти в четвертьфинал, а в парном разряде вместе с Давиде Сангвинетти вышел в финал. В апреле Андреас доиграл до четвертьфинала турнира в Валенсии. В июне он попал в полуфинал турнира на траве в Ноттингеме.
В июле 2007 года Сеппи сыграл свой первый финал ATP в одиночном разряде. Произошло это событие на турнире в Гштаде. В финальном матче он проиграл французскому теннисисту Полю-Анри Матьё со счётом 7-6(1), 4-6, 5-7. В том же месяце итальянец достиг четвертьфинала на турнире Кицбюэле. В октябре на турнире в Вене Сеппи вышел в полуфинал.
В феврале 2008 года в Бергамо Сеппи выигрывает первый титул на турнире серии «челленджер». На турнире АТП в Роттердаме он смог переиграть вторую ракетку мира Рафаэля Надаля (3-6, 6-3, 6-4) и вышел в четвертьфинал. В мае Андреас неплохо сыграл на серии Мастерс в Гамбурге. Он обыграл четырёх теннисистов, в том числе и № 9 в мире Ришара Гаске, и вышел в полуфинал. На этой стадии итальянца останавливает лидер мировой классификации Роджер Федерер. Затем он дошёл до стадии четвертьфинала в Пёрчах-ам-Вёртерзе. В июне в Ноттингеме Сеппи также выходит в 1/4 финала в Ноттингеме. На Уимблдонском турнире он впервые вышел в третий раунд Большого шлема. Летом итальянец принимает участие в Олимпийских играх в Пекине, где на теннисном турнире в одиночном разряде доходит до второго раунда, а в парном проигрывает уже в первом. В августе он сыграл в 1/4 финала в Нью-Хэйвене. На Открытом чемпионате США он вышел в третий раунд. По итогам сезона он занял 35-ю строчку.

### 2009—2012 (первый титул АТП)
В январе 2009 года Сеппи на Открытом чемпионате Австралии вместе с Симоне Болелли сумел дойти до четвертьфинала в соревнованиях мужского парного разряда. В первый личный полуфинал в сезоне он выходит в мае на грунтовом турнире в Белграде. На Уимблдоне Андреас второй год подряд проходит в третий раунд. В конце июля он вышел в полуфинал грунтового турнира в Умаге, а в августе побеждает на «челленджере» в Сан-Марино.
Сезон 2010 года начался для Сеппи не лучшим образом. Первого четвертьфинала он достигает уже в июле на турнире в Бостаде. Там же он вместе с Симоне Ваньоцци выходит в финал парных соревнований. Через неделю Андреас смог пройти в полуфинал турнира в Гамбурге, а затем в полуфинал в Умаге. В начале августа итальянец взял «челленджер» в Кицбюэле. В октябре он вышел в дуэте с Дмитрием Турсуновым в парный финал турнира в Токио.
Ещё в один парный финал Сеппи попадает в январе 2011 года на турнире в Дохе в партнёрстве с Даниэле Браччали. В феврале он выигрывает «челленджер» в Бергамо. На основных соревнованиях ассоциации Андреас добился успеха в июне. На травяном турнире в Истобрне он смог выиграть дебютный титул АТП. В финале Сеппи сразился с Янко Типсаревичем, который почти доиграл матч, но отказался от продолжения при счёте 7-6(5), 3-6, 5-3 в пользу итальянца. В Истборне Сеппи вышел и в парный финал с Григором Димитровом, но уступил его. Летом он дважды сыграл в четвертьфинале на турнирах в Умаге и Кицбюэле. В парном розыгрыше Открытого чемпионата США Сеппи в альянсе с испанцем Давидом Марреро вышел в четвертьфинальную стадию. В сентябре он сыграл в 1/4 финала в Бухаресте. В октябре Андреас побеждает на «челленджере» в Монсе и выходит в четвертьфинал турнира в Санкт-Петербурге.
Сеппи стартовал в 2012 году с четвертьфинала турнира в Дохе. В феврале до этой же стадии он дошёл на зальном турнире в Роттердаме, а в апреле на грунтовом турнире в Бухаресте. В начале мая в Белграде Сеппи смог выиграть второй титул АТП. В финале он переиграл французского теннисиста Бенуа Пера — 6-3, 6-2. В том же месяце на Мастерсе в Риме Андреас смог обыграть № 10 в мире Джона Изнера, № 20 Станисласа Вавринку и выйти в четвертьфинал, где его обыгрывает Роджер Федерер. На Открытом чемпионате Франции итальянец впервые пробился в четвёртый раунд, одержав в двух встречах победу в пяти сетах. На этой стадии он навязал серьезную борьбу лидеру мировой классификации Новаку Джоковичу. Сеппи смог выиграть первые два сета, но затем проиграл последующие три — 6-4, 7-6(5), 3-6, 5-7, 3-6, и выбыл с турнира. Их матч продолжался 4 часа 18 минут. В июне на турнире в Истборне Андреас остановился в шаге от защиты прошлогоднего титула. В финале он проиграл Энди Роддику (3-6, 2-6). В августе 28-летний итальянец выступил на Олимпиаде, которая проводилась в Лондоне. Во втором раунде он проиграл Хуану Мартину дель Потро. В конце сентября Сеппи вышел ещё в один финал на турнире в Меце, где в борьбе за титул уступил седьмой ракетке мира Жо-Вильфриду Тсонга — 1-6, 2-6. Завоевать титул ему удалось в октябре на другом зальном турнире в Москве. В решающей встрече за кубок Кремля он обыграл бразильца Томаса Беллуччи — 3-6, 7-6(3), 6-3. Сезон 2012 года стал самым успешным в карьере итальянца и по его итогам он занял 23-е место в рейтинге.

### 2013—2017

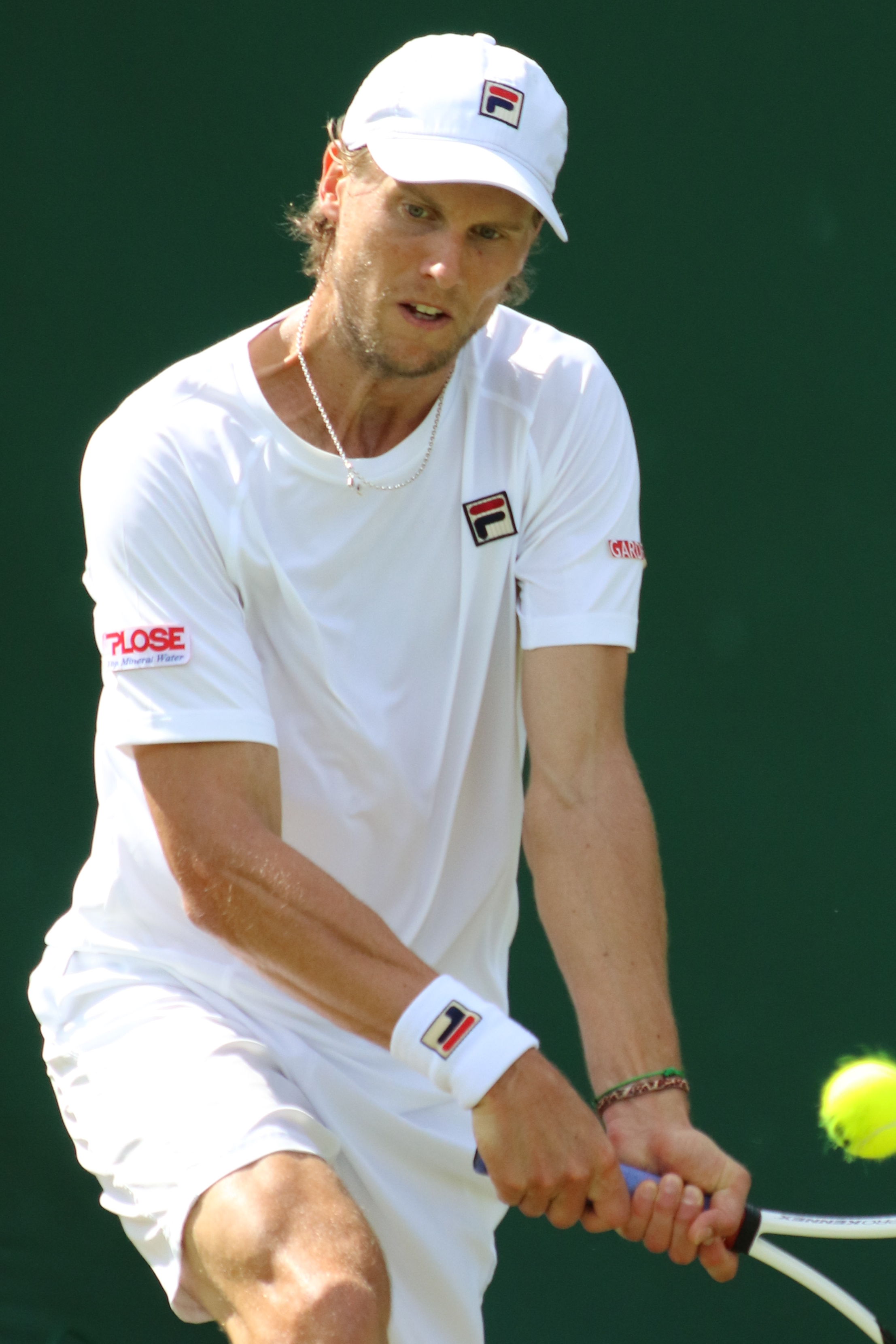
Сеппи на Уимблдонском турнире 2017 года

В январе 2013 года Сеппи прошёл в полуфинал турнира в Сиднее. На Открытом чемпионате Австралии в третьем раунде в пяти сетах он смог обыграть № 12 посева Марина Чилича и впервые на турнире вышел в четвёртый раунд. После выступления в Австралии Сеппи впервые поднялся в топ-20 мирового рейтинга, заняв 18-е место. В феврале он сыграл в четвертьфинале турнира в Дубае. Лучшим результатом грунтовой части сезона стал полуфинал в Оэйраше, а на Ролан Гаррос он вышел в третий раунд, одержав две пятисетовые победы. В Истборне в июне итальянец вышел в полуфинал, а на Уимблдоне смог выиграть три матча, в том числе и у № 12 посева Кэя Нисикори. В четвертом раунде он проигрывает Хуану Мартину дель Потро. В июле Андреас сыграл в полуфинале. На Открытом чемпионате США в матче третьего раунда он проиграл Денису Истомину. Этот матч стал третьим в сезоне их пятисетовом противостоянием. До этого в Австралии и на Уимблдоне побеждал Сеппи. В начале октября в партнёрстве с Фабио Фоньини он вышел в парный финал в Пекине. На кубке Кремля он вышел на защиту прошлогоднего титула, но смог в этом розыгрыше дойти до полуфинала. В ноябре сыграл на «челленджере» в Ортизеи и стал его победителем.
Первого четвертьфинала в сезоне 2014 года Сеппи достиг весной на турнире в Мюнхене и затем на турнире в Дюссельдорфе. На кортах Ролан Гаррос Андреас в третьем раунде проиграл № 5 в мире Давиду Ферреру. В июле он, не одержав ни одной победы из-за отказа соперника на турнире в Кицбюэле, оказался в четвертьфинале, где проиграл Хуану Монако. В августе для выхода в четвертьфинал в Уинстон-Сейлеме потребовалось одержать две победы. Осенью он дважды выходил в четвертьфинал на турнирах в Шэньчжэне и Москве. В концовке сезона он стал победителем «челленджера» в Ортизеи.
На старте сезона 2015 года Сеппи смог выйти в полуфинал в Дохе. На Открытом чемпионате Австралии в матче третьго раунда он сотворил сенсацию, обыграв Роджера Федерера в четырёх сетах — 6-4 7-6(5) 4-6 7-6(5). В следующем раунде он сам проиграл в упорной борьбе Нику Кирьосу (7-5, 6-4, 3-6, 6-7(5), 6-8). В начале феврале на зальном турнире в Загребе итальянец добрался до финала, где проиграл Гильермо Гарсие-Лопесу (6-7(4), 3-6). Следующий раз в финал он попадает в июне на турнире в Халле. Два матча перед этим он выиграл из-за отказов соперников: 1/4 финала не смог доиграть Гаэль Монфис, а 1/2 Кэй Нисикори. В решающей встрече Сеппи проиграл Роджеру Федереру — 6-7(1), 4-6. На Уимблдоне он доиграл до третьего раунда, где проиграл третьей ракетке мира Энди Маррею. Летом на грунтовом турнире в Гамбурге Сеппи успешно выступал до полуфинала, где его выбил Рафаэль Надаль. На Открытом чемпионате США ему также не очень повезло со жребием, в третьем раунде он уступил № 1 в рейтинге Новаку Джоковичу.
На Открытом чемпионате Австралии Сеппи смог пройти в третий раунд, где проиграл Джоковичу. Первого четвертьфинала в сезоне он достиг в феврале в Софии, а следующий раз в мае на турнире в Ницце. В феврале он также смог выиграть первый парный титул АТП, завоевав его в Дубае в команде с Симоне Болелли. В июне на траве в Халле Андреас вышел в четвертьфинал, а в Ноттингеме в полуфинал. В августе на Олимпийских играх в Рио-де-Жанейро Сеппи во втором раунде уступил Рафаэлю Надалю, а в парах смог выйти в четвертьфинал совместно с Фабио Фоньини. До конца сезона он ещё раз вышел в 1/4 финала на турнире в Антверпене.
В январе 2017 года Сеппи в матче второго раунда Открытого чемпионата Австралии одержал сложную победу над № 13 в мире Ником Кирьосом — 1-6, 6-7(1), 6-4, 6-2, 10-8. В четвёртом раунде на трёх тай-брейках он проиграл Стэну Вавринке. В июне итальянец смог выйти в полуфинал турнира в Анталье. Осенью сыграл в четвертьфинале турнира в Москве.

### 2018—2022

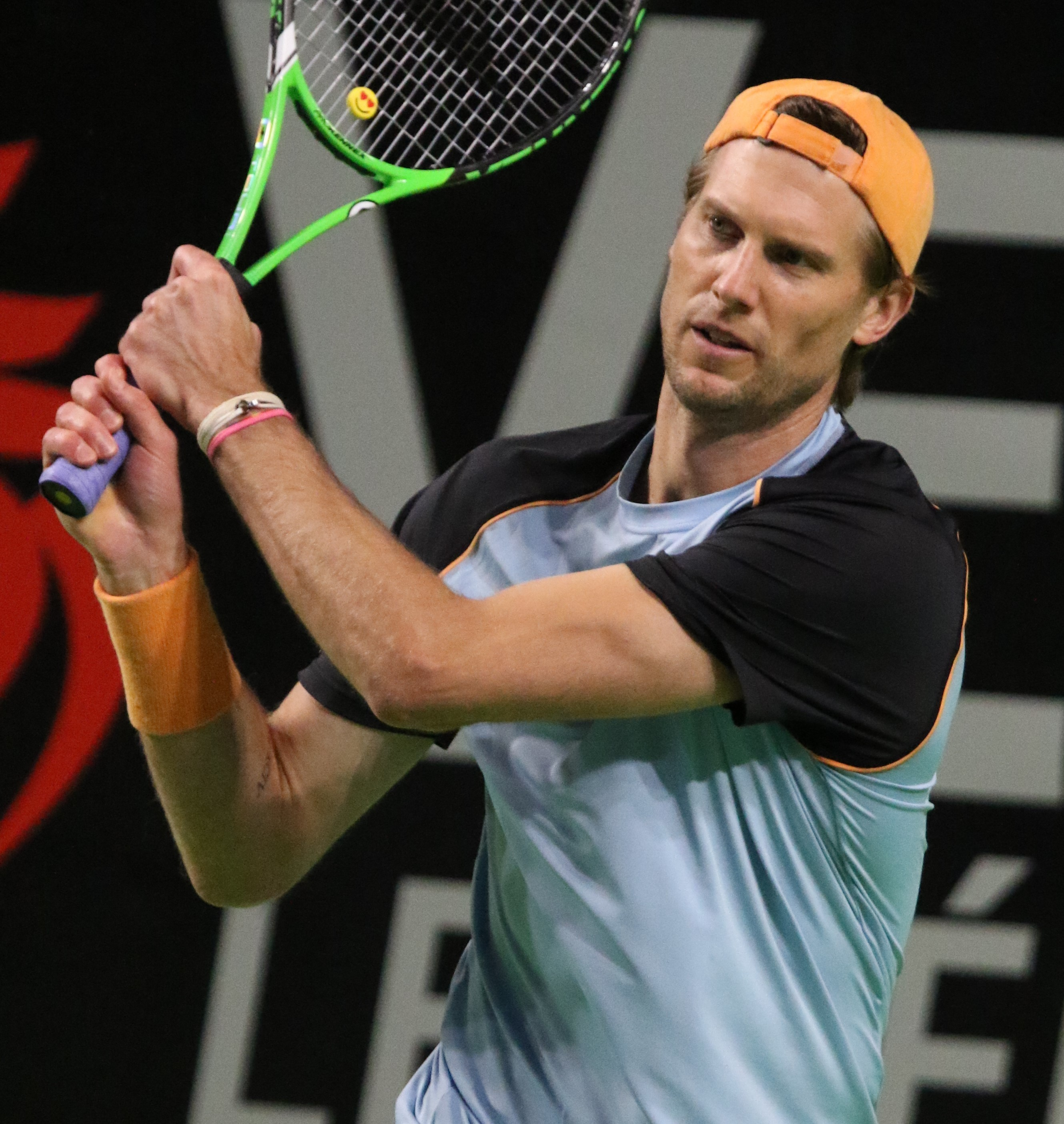
Сеппи в 2021 году

В начале 2018 года Сеппи выиграл «челленджер» в Канберре. Второй год подряд на Открытом чемпионате Австралии дошёл до четвёртого круга, где проиграл Кайлу Эдмунду из Великобритании. В феврале Сеппи попал на турнир в Роттердаме в качестве лаки-лузера и смог выйти в полуфинал. Во втором раунде он обыграл № 4 в мире Александра Зверева (6-4, 6-3), а в четвертьфинале Даниила Медведева (7-6, 4-6, 6-3). Путь в финал для Сеппи закрыл Роджер Федерер (3-6, 6-7). В грунтовой части сезона на Мастерсе в Монте-Карло смог попасть через квалификацию и доиграть до третьего раунда. На турнире в Будапеште вышел в полуфинал, а на турнире в Женеве в четвертьфинал. В июне вышел в 1/4 финала на траве в Халле. Осенью вышел в полуфинал в Москве. Сезон завершил в топ-40.
В начале января 2019 года на турнире в Сиднее, итальянец сумел добраться до финала, в котором уступил в двух сетах более молодому австралийцу Алексу де Минору. На Открытом чемпионате Австралии дошёл до третьего круга, где проиграл американцу Фрэнсису Тиафо. В начале февраля выиграл оба матча Кубка Дэвиса против сборной Индии. На турнире в Делрей-Бич (США) дошёл до четвертьфинала, где уступил Дэниелю Эвансу из Великобритании в двух сетах. С этого поражения началась серия из десяти проигрышей подряд. В сентябре выиграл «челленджер» в США и вышел в четвертьфинал в основном туре на турнире в Чжухае. В октябре 2019 года дошёл до полуфинала Кубка Кремля после победы в 1/4 финала над № 8 в мире Кареном Хачановым (3-6, 6-3, 6-3). Однако путь в финал ему закрыл француз Адриану Маннарино. Сезон 2019 года стал 15-м подряд и последним, который Сеппи закончил в топ-100 мирового рейтинга.
В феврале 2020 года итальянец вышел в последний в карьере финал в Туре, сыграв его на зальном турнире в Нью-Йорке против Кайла Эдмунда (поражение со счётом 5-7, 1-6). В 2021 году Сеппи выиграл один «челленджер» в Италии. В июне он смог выйти в четвертьфинал турнира в Истборне. На Открытом чемпионате США его результатом стал третий раунд.
Открытый чемпионат Австралии 2022 года стал для Сеппи 66-м подряд турниром Большого шлема в основной сетке. Это третий показатель в истории по проведённым подряд турнирам Большого шлема после Фелисиано Лопеса (79) и Фернандо Вердаско (67). Он не пропускал турниры серии с Уимблдона 2005 года. На турнире Сеппи в первом круге проиграл поляку Камилю Майхшаку в трёх сетах. Сеппи не смог пройти квалификацию на Открытый чемпионат Франции, и его серия прервалась. Также не смог преодолеть квалификацию на Уимблдоне и Открытом чемпионате США, оба раза уступив в решающем раунде квалификации.
Осенью 38-летний Сеппи заявил, что его последним турниром станет в конце октября «челленджер» в Ортизеи, недалеко от его родного Больцано. Сеппи в первом круге проиграл немцу Яннику Ханфману со счётом 7-5, 3-6, 4-6. Этот матч стал последним в карьере Сеппи.

## Рейтинг на конец года
| Год  | Одиночный рейтинг | Парный рейтинг |
| 2022 | 354               | —              |
| 2021 | 102               | —              |
| 2020 | 106               | 505            |
| 2019 | 72                | 297            |
| 2018 | 37                | 213            |
| 2017 | 86                | 216            |
| 2016 | 87                | 96             |
| 2015 | 29                | 256            |
| 2014 | 45                | 140            |
| 2013 | 25                | 68             |
| 2012 | 23                | 86             |
| 2011 | 38                | 106            |
| 2010 | 52                | 86             |
| 2009 | 49                | 82             |
| 2008 | 35                | 119            |
| 2007 | 50                | 388            |
| 2006 | 74                | 192            |
| 2005 | 68                | 282            |
| 2004 | 146               | 332            |
| 2003 | 240               | 447            |
| 2002 | 353               | 345            |
| 2001 | 797               | 668            |
| 2000 | 1 120             | 1 466          |

## Выступления на турнирах

### Финалы турнировATPв одиночном разряде (10)

#### Победы (3)
| Легенда                                |
| -------------------------------------- |
| Турниры Большого шлема (0)*            |
| Итоговый турнир ATP (0)                |
| Мастерс (0)                            |
| ATP International Gold / АТР 500 (0+1) |
| ATP International / АТР 250 (3)        |

| Титулы по покрытиям | Титулы по месту проведения матчей турнира |
| ------------------- | ----------------------------------------- |
| Хард (1+1)*         | Зал (1)                                   |
| Грунт (1)           | Зал (1)                                   |
| Трава (1)           | Открытый воздух (2+1)                     |
| Ковёр (0)           | Открытый воздух (2+1)                     |

* количество побед в одиночном разряде + количество побед в парном разряде.
| №  | Дата            | Турнир                  | Покрытие   | Соперник в финале | Счёт                   |
| 1. | 18 июня 2011    | Истборн, Великобритания | Трава      | Янко Типсаревич   | 7-6(5) 3-6 5-3 — отказ |
| 2. | 6 мая 2012      | Белград, Сербия         | Грунт      | Бенуа Пер         | 6-3 6-2                |
| 3. | 21 октября 2012 | Москва, Россия          | Хард (зал) | Томас Беллуччи    | 3-6 7-6(3) 6-3         |

#### Поражения (7)
| №  | Дата             | Турнир                  | Покрытие   | Соперник в финале     | Счёт           |
| 1. | 15 июля 2007     | Гштад, Швейцария        | Грунт      | Поль-Анри Матьё       | 7-6(1) 4-6 5-7 |
| 2. | 24 июня 2012     | Истборн, Великобритания | Трава      | Энди Роддик           | 3-6 2-6        |
| 3. | 23 сентября 2012 | Мец, Франция            | Хард (зал) | Жо-Вильфрид Тсонга    | 1-6 2-6        |
| 4. | 8 февраля 2015   | Загреб, Хорватия        | Хард (зал) | Гильермо Гарсия Лопес | 6-7(4) 3-6     |
| 5. | 21 июня 2015     | Халле, Германия         | Трава      | Роджер Федерер        | 6-7(1) 4-6     |
| 6. | 12 января 2019   | Сидней, Австралия       | Хард       | Алекс де Минор        | 5-7 6-7(5)     |
| 7. | 16 февраля 2020  | Нью-Йорк, США           | Хард (зал) | Кайл Эдмунд           | 5-7 1-6        |

### Финалы челленджеров и фьючерсов в одиночном разряде (16)

#### Победы (12)
| Условные обозначения |
| Челленджеры (10+1)*  |
| Фьючерсы (2+5)       |

| Титулы по покрытиям | Титулы по месту проведения матчей турнира |
| ------------------- | ----------------------------------------- |
| Хард (8+1)*         | Зал (8+2)                                 |
| Грунт (2+4)         | Зал (8+2)                                 |
| Трава (0)           | Открытый воздух (4+4)                     |
| Ковёр (2+1)         | Открытый воздух (4+4)                     |

* количество побед в одиночном разряде + количество побед в парном разряде.
| №   | Дата             | Турнир              | Покрытие    | Соперник в финале  | Счёт           |
| 1.  | 10 марта 2002    | Лойггерн, Швейцария | Ковёр (зал) | Филипп Кольшрайбер | 6-4 6-1        |
| 2.  | 26 января 2003   | Мюнхен, Германия    | Ковёр (зал) | Ларс Ибель         | 6-4 7-5        |
| 3.  | 10 февраля 2008  | Бергамо, Италия     | Хард (зал)  | Жюльен Беннето     | 2-6 6-2 7-5    |
| 4.  | 9 августа 2009   | Сан-Марино          | Грунт       | Потито Стараче     | 7-6(4) 2-6 6-4 |
| 5.  | 8 августа 2010   | Кицбюэль, Австрия   | Грунт       | Виктор Кривой      | 6-2 6-1        |
| 6.  | 13 февраля 2011  | Бергамо, Италия     | Хард (зал)  | Жиль Мюллер        | 3-6 6-3 6-4    |
| 7.  | 9 октября 2011   | Монс, Бельгия       | Хард (зал)  | Жюльен Беннето     | 2-6 6-3 7-6(4) |
| 8.  | 10 ноября 2013   | Ортизеи, Италия     | Хард (зал)  | Симон Гройль       | 7-6(4) 6-2     |
| 9.  | 9 ноября 2014    | Ортизеи, Италия     | Хард (зал)  | Маттиас Бахингер   | 6-4 6-3        |
| 10. | 13 января 2018   | Канберра, Австралия | Хард        | Мартон Фучович     | 5-7 6-4 6-3    |
| 11. | 15 сентября 2019 | Кэри, США           | Хард        | Майкл Ммо          | 6-2 6-7(4) 6-3 |
| 12. | 14 марта 2021    | Биелла, Италия      | Хард (зал)  | Лайам Броуди       | 6-2 6-1        |

#### Поражения (4)
| №  | Дата           | Турнир                     | Покрытие   | Соперник в финале        | Счёт        |
| 1. | 6 октября 2002 | Сан-Джорджо-Йонико, Италия | Грунт      | Корнель Бардоцки         | 2-6 4-6     |
| 2. | 13 июля 2003   | Оберштауфен, Германия      | Грунт      | Мартин Вассальо Аргуэльо | 1-6 4-6     |
| 3. | 18 марта 2007  | Санрайз, США               | Хард       | Гаэль Монфис             | 3-6 6-1 1-6 |
| 4. | 11 ноября 2012 | Ортизеи, Италия            | Хард (зал) | Беньямин Беккер          | 1-6 4-6     |

### Финалы турнировATPв парном разряде (7)

#### Победы (1)
| №  | Дата            | Турнир     | Покрытие | Партнёр        | Соперники в финале         | Счёт            |
| 1. | 27 февраля 2016 | Дубай, ОАЭ | Хард     | Симоне Болелли | Марк Лопес Фелисиано Лопес | 6-2 3-6 [14-12] |

#### Поражения (6)
| №  | Дата            | Турнир                  | Покрытие    | Партнёр            | Соперники в финале               | Счёт       |
| 1. | 5 февраля 2006  | Загреб, Хорватия        | Ковер (зал) | Давиде Сангвинетти | Ярослав Левинский Михал Мертиняк | 6-7(7) 1-6 |
| 2. | 18 июля 2010    | Бостад, Швеция          | Грунт       | Симоне Ваньоцци    | Роберт Линдстедт Хория Текэу     | 4-6 5-7    |
| 3. | 10 октября 2010 | Токио, Япония           | Хард        | Дмитрий Турсунов   | Эрик Буторак Жан-Жюльен Ройер    | 3-6 2-6    |
| 4. | 7 января 2011   | Доха, Катар             | Хард        | Даниэле Браччали   | Марк Лопес Рафаэль Надаль        | 3-6 6-7(4) |
| 5. | 19 июня 2011    | Истборн, Великобритания | Трава       | Григор Димитров    | Энди Рам Йонатан Эрлих           | 3-6 3-6    |
| 6. | 6 октября 2013  | Пекин, Китай            | Хард        | Фабио Фоньини      | Максим Мирный Хория Текэу        | 4-6 2-6    |

### Финалы челленджеров и фьючерсов в парном разряде (7)

#### Победы (6)
| №  | Дата            | Турнир                     | Покрытие    | Партнёр         | Соперники в финале                 | Счёт           |
| 1. | 9 сентября 2001 | Марленго, Италия           | Грунт       | Симоне Ваньоцци | Маттео Воланте Даниэле Джорджини   | 6-4 6-3        |
| 2. | 10 марта 2002   | Лойггерн, Швейцария        | Ковёр (зал) | Урос Вико       | Йоханнес Агер Любен Пампулов       | 6-4 6-4        |
| 3. | 13 октября 2002 | Сан-Джорджо-Йонико, Италия | Грунт       | Симоне Ваньоцци | Корнель Бардоцки Иво Клец          | 4-6 6-4 7-6(5) |
| 4. | 20 октября 2002 | Сан-Джорджо-Йонико, Италия | Грунт       | Симоне Ваньоцци | Даниэле Джорджини Алессандро Мотти | 7-5 6-4        |
| 5. | 27 октября 2002 | Сан-Джорджо-Йонико, Италия | Грунт       | Симоне Ваньоцци | Даниэле Джорджини Алессандро Мотти | 7-5 6-3        |
| 6. | 10 февраля 2008 | Бергамо, Италия            | Хард (зал)  | Симоне Болелли  | Игорь Зеленай Джеймс Серретани     | 6-3 6-0        |

#### Поражения (1)
| №  | Дата         | Турнир                    | Покрытие | Партнёр         | Соперники в финале         | Счёт    |
| 1. | 27 июня 2004 | Реджо-нель-Эмилия, Италия | Грунт    | Симоне Ваньоцци | Томас Беренд Томас Тенкони | 4-6 2-6 |

## История выступлений на турнирах
| Турниры Большого шлема       |               |               |               |               |               |               |               |               |               |       |               |               |               |       |               |               |               |               |               |               |               |        |         |
| Открытый чемпионат Австралии | -             | -             | K             | K             | 1Р            | 2Р            | 2Р            | 1Р            | 1Р            | 2Р    | 1Р            | 4Р            | 2Р            | 4Р    | 3Р            | 4Р            | 4Р            | 3Р            | 2Р            | 1Р            | 1Р            | 0 / 17 | 21-17   |
| Открытый чемпионат Франции   | -             | -             | K             | K             | 1Р            | 1Р            | 1Р            | 2Р            | 2Р            | 2Р    | 4Р            | 3Р            | 3Р            | 1Р    | 1Р            | 2Р            | 1Р            | 1Р            | 1Р            | 2Р            | K             | 0 / 16 | 12-16   |
| Уимблдонский турнир          | -             | -             | K             | 1Р            | 2Р            | 2Р            | 3Р            | 3Р            | 2Р            | 2Р    | 1Р            | 4Р            | 1Р            | 3Р    | 2Р            | 2Р            | 2Р            | 2Р            | НП            | 2Р            | K             | 0 / 16 | 18-16   |
| Открытый чемпионат США       | -             | K             | 2Р            | 1Р            | 1Р            | 1Р            | 3Р            | 1Р            | 1Р            | 1Р    | 1Р            | 3Р            | 2Р            | 3Р    | 2Р            | 1Р            | 2Р            | 1Р            | 1Р            | 3Р            | K             | 0 / 18 | 12-18   |
| Итог                         | 0 / 0         | 0 / 0         | 0 / 1         | 0 / 2         | 0 / 4         | 0 / 4         | 0 / 4         | 0 / 4         | 0 / 4         | 0 / 4 | 0 / 4         | 0 / 4         | 0 / 4         | 0 / 4 | 0 / 4         | 0 / 4         | 0 / 4         | 0 / 4         | 0 / 3         | 0 / 4         | 0 / 1         | 0 / 67 |         |
| В/П в сезоне                 | 0-0           | 0-0           | 1-1           | 0-2           | 1-4           | 2-4           | 5-4           | 3-4           | 2-4           | 3-4   | 3-4           | 10-4          | 4-4           | 7-4   | 4-4           | 5-4           | 5-4           | 3-4           | 1-3           | 4-4           | 0-1           |        | 63-67   |
| Олимпийские игры             |               |               |               |               |               |               |               |               |               |       |               |               |               |       |               |               |               |               |               |               |               |        |         |
| Летняя олимпиада             | НП            | -             | Не проводился | Не проводился | Не проводился | 2Р            | Не проводился | Не проводился | Не проводился | 2Р    | Не проводился | Не проводился | Не проводился | 2Р    | Не проводился | Не проводился | Не проводился | Не проводился | -             | НП            | 0 / 3         | 3-3    |         |
| Турниры Мастерс              |               |               |               |               |               |               |               |               |               |       |               |               |               |       |               |               |               |               |               |               |               |        |         |
| Индиан-Уэлс                  | -             | -             | -             | K             | 1Р            | 2Р            | 2Р            | 2Р            | 2Р            | 1Р    | 2Р            | 3Р            | 3Р            | 3Р    | 2Р            | -             | -             | 1Р            | НП            | -             | K             | 0 / 12 | 9-12    |
| Майами                       | -             | -             | -             | 1Р            | 1Р            | 1Р            | 2Р            | 2Р            | 1Р            | 2Р    | 1Р            | 4Р            | 3Р            | -     | 2Р            | 2Р            | -             | -             | -             | K             | НП            | 0 / 12 | 8-12    |
| Монте-Карло                  | -             | -             | -             | 2Р            | 2Р            | 2Р            | 2Р            | 2Р            | 2Р            | -     | 2Р            | 1Р            | 3Р            | 1Р    | -             | 1Р            | 3Р            | 1Р            | НП            | -             | -             | 0 / 13 | 11-13   |
| Мадрид                       | -             | -             | K             | K             | K             | -             | 1Р            | 3Р            | 1Р            | -     | 2Р            | 1Р            | 1Р            | -     | -             | K             | -             | 1Р            | НП            | -             | -             | 0 / 7  | 3-7     |
| Рим                          | K             | K             | 1Р            | 2Р            | 1Р            | K             | 2Р            | 2Р            | 2Р            | 1Р    | 1/4           | 1Р            | 1Р            | -     | 2Р            | 1Р            | 1Р            | 1Р            | K             | -             | -             | 0 / 14 | 8-14    |
| Монреаль/Торонто             | -             | -             | -             | K             | K             | -             | 1Р            | -             | -             | 1Р    | 1Р            | 2Р            | 2Р            | 1Р    | -             | -             | -             | -             | НП            | -             | -             | 0 / 6  | 2-6     |
| Цинциннати                   | -             | -             | -             | K             | 1Р            | K             | 3Р            | 2Р            | -             | 1Р    | 2Р            | 1Р            | 2Р            | 2Р    | -             | -             | -             | -             | K             | K             | -             | 0 / 8  | 6-8     |
| Шанхай                       | Не проводился | Не проводился | Не проводился | Не проводился | Не проводился | Не проводился | Не проводился | -             | 3Р            | -     | 2Р            | 2Р            | -             | 1Р    | K             | -             | 2Р            | -             | Не проводился | Не проводился | Не проводился | 0 / 5  | 5-5     |
| Париж                        | -             | -             | -             | 1Р            | 1Р            | 2Р            | 1Р            | 2Р            | K             | 3Р    | 2Р            | 1Р            | K             | 2Р    | 1Р            | K             | K             | 2Р            | -             | K             | -             | 0 / 11 | 6-11    |
| Статистика за карьеру        |               |               |               |               |               |               |               |               |               |       |               |               |               |       |               |               |               |               |               |               |               |        |         |
| Проведено финалов            | 0             | 0             | 0             | 0             | 0             | 1             | 0             | 0             | 0             | 1     | 4             | 0             | 0             | 2     | 0             | 0             | 0             | 1             | 1             | 0             | 0             |        | 10      |
| Выиграно турниров АТП        | 0             | 0             | 0             | 0             | 0             | 0             | 0             | 0             | 0             | 1     | 2             | 0             | 0             | 0     | 0             | 0             | 0             | 0             | 0             | 0             | 0             |        | 3       |
| В/П: всего                   | 0-0           | 0-2           | 7-10          | 19-17         | 20-30         | 22-24         | 30-30         | 24-31         | 24-28         | 25-24 | 38-27         | 30-29         | 24-30         | 26-25 | 20-25         | 18-18         | 24-23         | 19-24         | 7-7           | 7-13          | 2-5           |        | 386-422 |
| Σ % побед                    | 0 %           | 0 %           | 41 %          | 53 %          | 40 %          | 48 %          | 50 %          | 44 %          | 46 %          | 51 %  | 58 %          | 51 %          | 44 %          | 51 %  | 44 %          | 50 %          | 51 %          | 44 %          | 50 %          | 35 %          | 29 %          |        | 48 %    |

К — проигрыш в квалификационном турнире.